# Psorospermum aurantiacum
Psorospermum aurantiacum är en johannesörtsväxtart som beskrevs av Adolf Engler. Psorospermum aurantiacum ingår i släktet Psorospermum och familjen johannesörtsväxter. Inga underarter finns listade i Catalogue of Life.